# Brachylophus gau
Brachylophus gau — вид ігуан, ендемічний для острова Гау на Фіджійському архіпелазі. Здебільшого живе в добре збережених гірських лісах острова, менші популяції в деградованих прибережних лісах. B. gau можна відрізнити від інших південнотихоокеанських ігуан за характерним забарвленням самця та суцільно-зеленим горлом. Це також найменша з усіх південнотихоокеанських ігуан, вона приблизно на 13% менша за третій найменший вид і на 40% менша за найбільший сучасний вид.
Вперше цей вид був зареєстрований на острові Гау шотландським натуралістом Джоном МакГіллавреєм у 1854 році під час його подорожі на HMS Herald. Однак належний видовий опис він отримав лише в 2017 році.
У Червоному списку МСОП він перебуває під загрозою зникнення через наявність на його острові інвазивних хижаків ссавців, таких як чорні пацюки (Rattus rattus), полінезійські пацюки (Rattus exulans), дикі коти (Felis catus) і кози, що вигулюються на волі (Capra hircus). Ліси часто спалюють для сільського господарства і з часом перетворюються на луки, що прискорює втрату середовища існування. Зміна клімату також може становити загрозу через збільшення інтенсивності циклону; хоча більшість місцевих диких тварин на Фіджі пристосовані до циклонів, вони можуть створювати тимчасові прогалини в лісах, які можуть бути захоплені інвазивними видами рослин і комах.